# Neomaladera teleutica
Neomaladera teleutica är en skalbaggsart som beskrevs av Escalera 1914. Neomaladera teleutica ingår i släktet Neomaladera och familjen Melolonthidae. Inga underarter finns listade i Catalogue of Life.